# Battle Command
Battle Command is een computerspel dat werd ontwikkeld door Realtime Games Software en uitgegeven door Ocean Software. Het spel kwam in 1990 uit voor de Commodore Amiga, Atari ST, DOS. Later volgde ook andere platforms.  

## Platforms
| Jaar | Platform                               |
| ---- | -------------------------------------- |
| 1990 | Amiga, Atari ST, DOS                   |
| 1991 | Amstrad CPC, Commodore 64, ZX Spectrum |

## Ontvangst
| Beoordeeld door                | Platform     | Datum         | Score |
| ------------------------------ | ------------ | ------------- | ----- |
| ST Format                      | Atari ST     | februari 1991 | 93%   |
| The One                        | Atari ST     | oktober 1990  | 92%   |
| Computer and Video Games (CVG) | Amiga        | december 1990 | 90%   |
| Amiga Joker                    | Amiga        | oktober 1990  | 89%   |
| Power Play                     | Amiga        | maart 1991    | 71%   |
| Power Play                     | Atari ST     | maart 1991    | 71%   |
| ASM (Aktueller Software Markt) | Commodore 64 | januari 1992  | 50%   |